# Piton reticulat
Pitonul reticulat (Broghammerus reticulatus) este o specie de șerpi neveninoși, constrictori, din familia pitonilor (Pythonidae), răspândit în pădurile tropicale, liziere și pășunile adiacente din Sudul Asiei, care se hrănesc cu mamifere medii sau mari și cu păsări (pe care le omoară prin sufocare, încolăcindu-se în jurul lor); este unul dintre cei mai lungi șerpi din lume, având o lungime de 4–9 m și o greutate de 90–140 kg, însă poate atinge o lungime de 10 m. Este vânat pentru pielea lui, folosită în industria încălțămintei și în marochinărie.

## Descriere

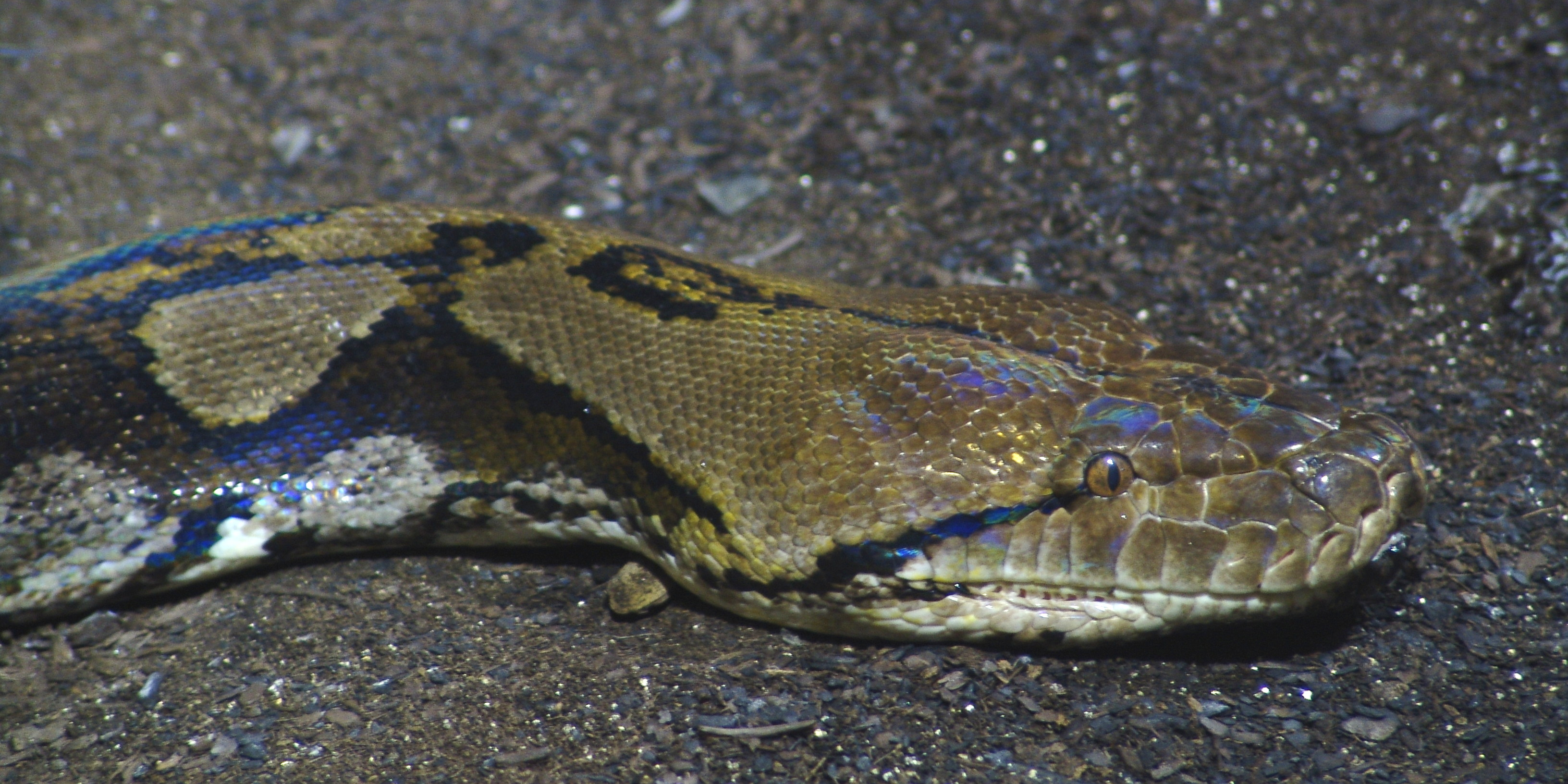
Capul pitonului reticulat

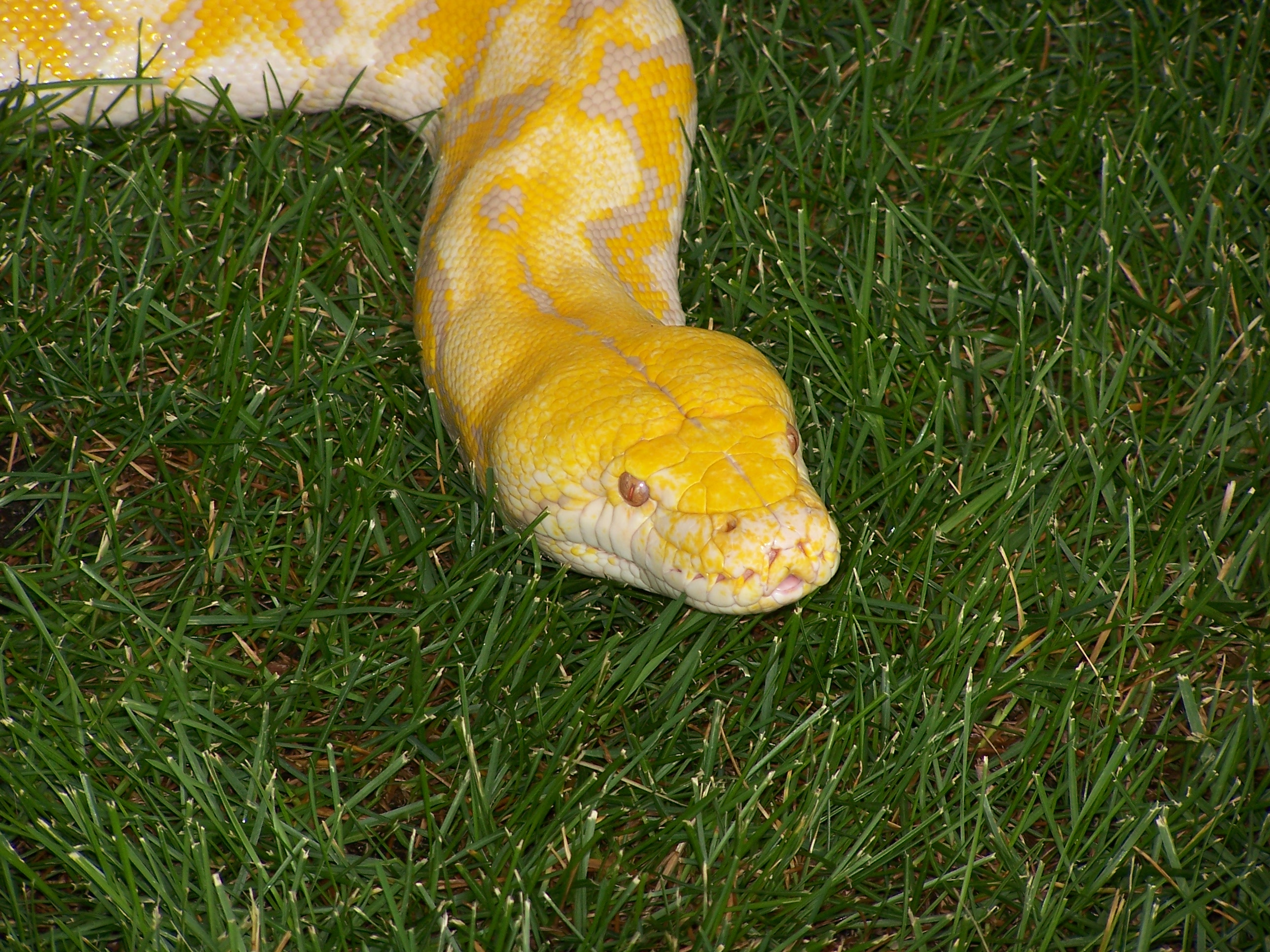
Capul pitonului reticulat albinos

Acest șarpe constrictor este cel mai lung șarpe din lume. Adulții au în medie 4–9 m și o greutate de 90–140 kg. Pot atinge uneori în lungime 10 m, ca de exemplu o femelă ucisă de către localnicii din Sulawesi în 1912. O femelă din zooparcul Highland Park din Pennsylvania a avut 8,70 metri în lungime și 145 kg, și a murit în 1963.
Această specie masivă, în ciuda greutății sale, este mai suplă decât alți șerpi constrictor cum ar fi anaconda verde (Eunectes murinus).
Este una dintre cele mai bogate și colorate specii. Are, în general, o culoare brun-deschisă cu ornamente complexe în formă de romb de culoare brun-închis și ocru-galben, mai mult sau mai puțin regulat, uneori cu pete brune, și este presărat cu imagini irizate. Capul este uniform brun cu trei benzi înguste negre, una pe partea de sus a craniului  și două pe părțile laterale care se extind de la ochi, acestea din urmă fiind portocaliii. Pitonii reticulați tineri sunt mai subțiri și au o culoare mai întunecată decât adulții, dar au aceleași ornamente.
Ca la majoritatea șerpilor, există forme albinoase. Sunt descrise mai multe grade de albinism. La exemplare mai palide, culoarea brună este înlocuită cu o culoare albă și ornamentele brune și ocru cu un galben-deschis. Există alte variații unde culoarea albă se înlocuiește cu un gri purpuriu. Exemplarele atinse de leucism (albinism parțial) sunt în întregime de culoare albă, dar ochii sunt negri și nu roșiatici ca la albinoși.

## Habitat
Aceasta specie este răspândită în pădurile tropicale, liziere și pășunile adiacente, în mlaștini de apă dulce sau în apropierea lor, râuri, lacuri, peșteri sau zone stâncoase. Este găsită adesea în apropierea apei, fiind un excelent înotător. Acesta a fost, de asemenea observat în mare departe de mal, fiind capabil să colonizeze o serie de insule mici.

## Distribuție

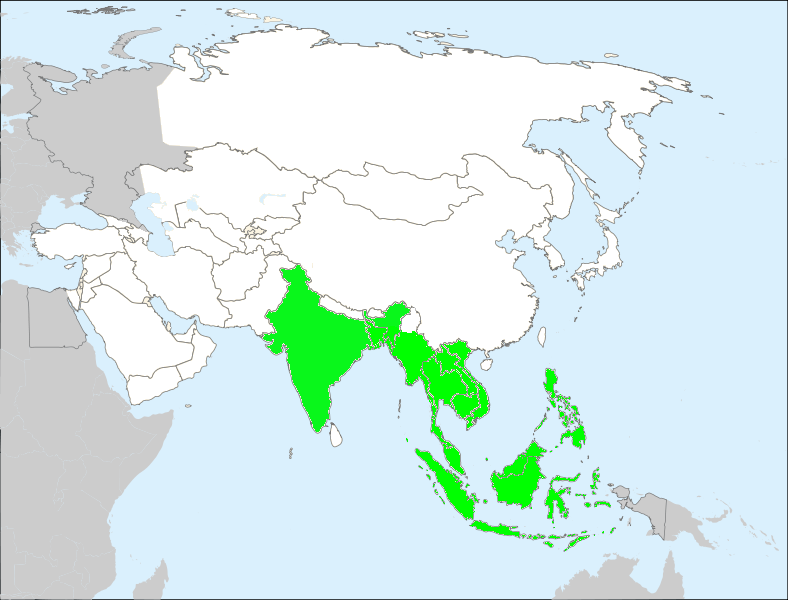
Aria de distribuție a pitonului reticulat

Până la sfârșitul secolului al XIX pitonul reticulat era considerat comun în unele orașe mari din Asia, în special în Bangkok. Aria de distribuție acoperă, practic, toată Asia de sud-est: Bengal, Bangladesh, Birmania, Thailanda, Cambodgia, Laos, Vietnam, Malaezia, Brunei, Filipine și Indonezia (cu excepția Noua Guinee).

## Comportamentul și alimentația
Este mai activ pe timp de noapte, mai ales când trăiește aproape de oameni. Se odihnește în locuri ascunse: vizuini construite de alte animale sau în interiorul buștenilor găunoși.
Ca și majoritatea șerpilor, această specie este un vânător de ambuscadă, care își petrece o mare parte din timpul său nemișcat și ascuns așteptând ca prada să se apropie de el, sau se furișează spre pradă. El  vânează mai frecvent la sol, dar, uneori, în ciuda greutății sale uriașe se cațără în copaci  sau înoată în apă.
Hrana sa constă în principal din mamifere medii sau mari și păsări. Pitonii de talie mică (3–4 m) vânează, în principal, șopârle, șobolani, alte rozătoare. Specimenele mai mari atacă prăzi diverse: viveride (binturongi, civete), maimuțe, cervide (cerbi), porci sălbatici, păsări mari. În apropiere locuințelor umane se hrănesc, de asemenea, cu câini, pisici, păsări de curte.
Printre prăzile cele mai mari mâncate a fost un urs malaiez (Helarctos malayanus) de 23 kg ucis de un piton reticulat  de 6,95 m și digerat în 10 săptămâni. Au fost raportate prăzi mai mari. Prăzile cele mai frecvente măsoară aproximativ ¼ din lungimea șarpelui, dar depășesc adesea greutatea sa. Ca toți pitonii el ucide prin constricție.
Ei pot ucide și mănâncă oameni, cu toate că acest lucru este foarte rar.

## Reproducerea

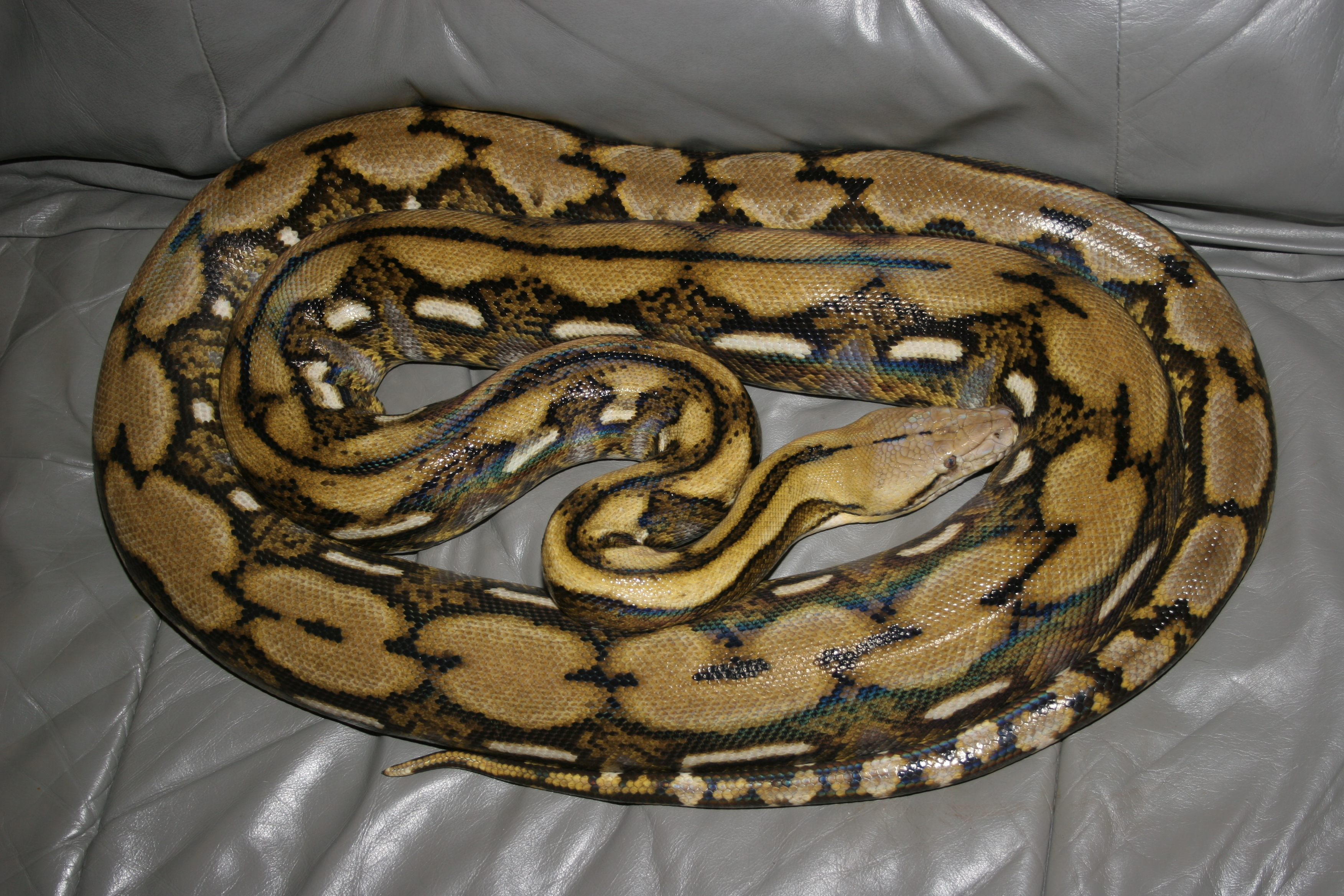
O femelă a pitonului reticulat având 3 metri lungime și o vârstă de 2 ani

Sunt specii ovipare. Femela depune în medie 15-80 de ouă. Femelele mari pot depune mai mult de o sută de ouă simultan, în timp ce femelele mai mici depun mai puțin de doua duzini. Fiecare ou măsoară 10–13 cm lungime. Temperatura de incubare este de 31-32 °C și sunt necesare în medie 88 zile pentru eclozare. Femelele apăra cu înverșunare ouăle lor, încolăcindu-se în jurul lor.
Puii ieșiți din ouă, măsoară 61–91 cm și sunt asemănători cu adulții.
Pitonii ajung la maturitate sexuală în jurul vârstei de 3-4 ani. Femelele sunt, de obicei, mai mari decât masculii.

## Amenințări și conservare

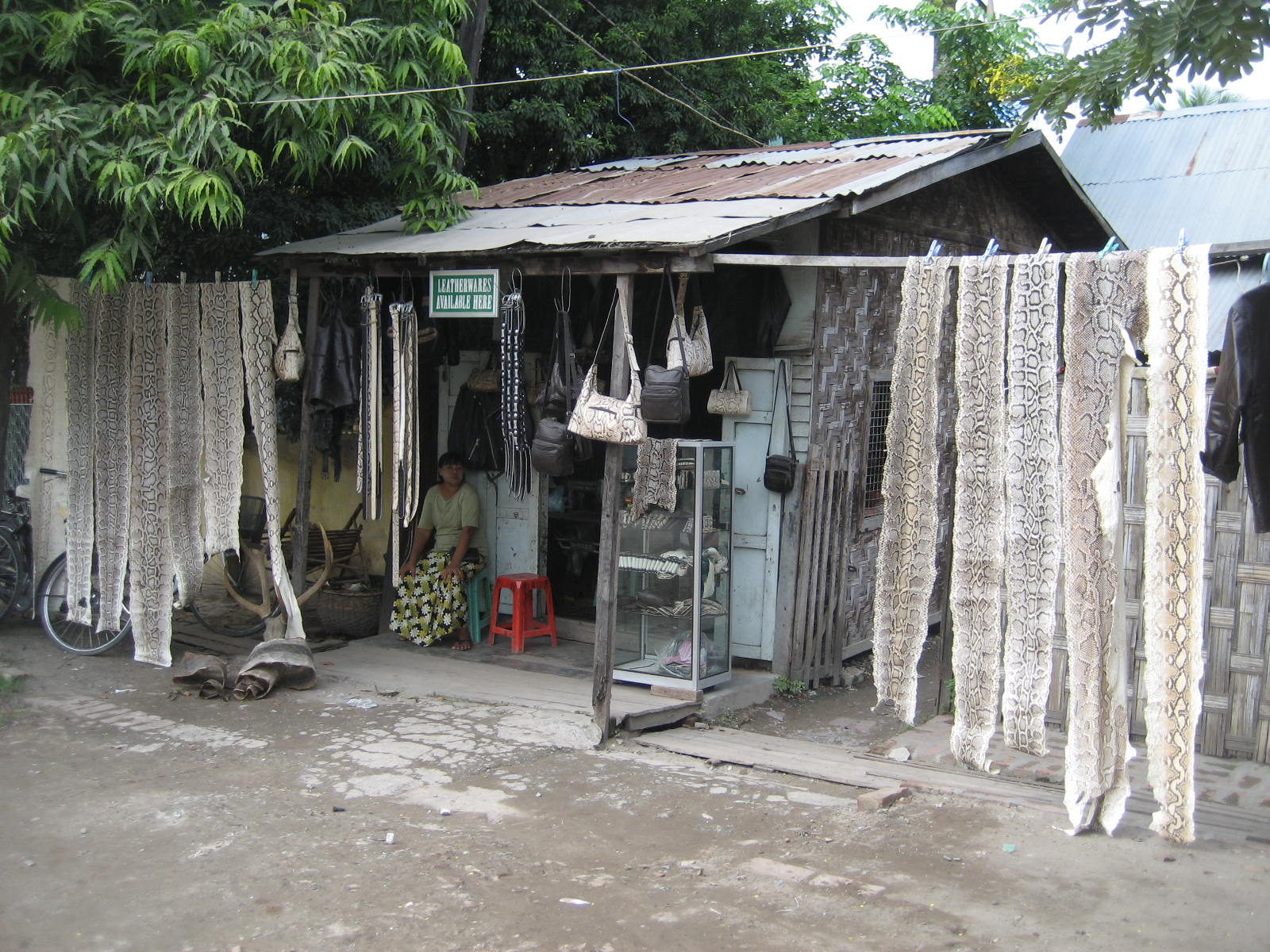
Pielea pitonului reticulat comercializată

Această specie de pitoni este vânată pentru pielea lor  frumos ornamentată, pentru carnea lor și este utilizat în medicamente populare. Pielea lor cu ornamente complexe fac ca acest șarpe să fie cel mai vândut pentru fabricarea articolelor din piele. În plus, șerpii sunt populari în comerțul cu animale de companie, cu toate că dimensiunile lor mari în fac dificil de întreținut. Unii fermieri îi omoară, deoarece se tem că pitonul le va mânca animalele de fermă, în timp ce alții îi omoară, deoarece se tem că le vor mânca copiii lor sau pe alte persoane.
Specia este considerată vulnerabilă. Pitonul reticulat este clasificat în anexele II ale CITES (Convenția privind Comerțul Internațional cu Specii Periclitate de Faună și Floră Sălbatică).

## Subspecii
Potrivit Reptarium Reptile Database există trei subspecii:
- Broghammerus reticulatus reticulatus (Schneider, 1801)
- Broghammerus reticulatus jampeanus (Auliya, Mausfeld, Schmitz & Böhme, 2002)
- Broghammerus reticulatus saputrai (Auliya, Mausfeld, Schmitz & Böhme, 2002)